# پایانه هوایی کورن سیتی
پایانه هوایی کورن سیتی (به انگلیسی: Cavern City Air Terminal) یک فرودگاه همگانی بهره‌برداری هوایی با کد یاتا CNM است که یک باند فرود آسفالت دارد و طول باند آن ۲۳۹۴ متر است. این فرودگاه در شهر کارلزبد، نیومکزیکو کشور ایالات متحده آمریکا قرار دارد و در ارتفاع ۱۰۰۴ متری از سطح دریا واقع شده‌است.